# Jättevråk
Jättevråk (Gigantohierax suarezi) är en förhistorisk utdöd fågel i familjen hökar inom ordningen hökfåglar. Fågeln beskrevs 1890 utifrån subfossila lämningar funna på Kuba. Dess vetenskapliga artnamn hedrar den kubanske ornitologen William Suárez.